# Jaroslav Rolenc
Plk. Jaroslav Rolenc (10. ledna 1915 Holásky – 23. října 1941 Cardiganský záliv) byl československý pilot 311. československé bombardovací perutě RAF a oběť druhé světové války.

## Život

### Před druhou světovou válkou
Jaroslav Rolenc se narodil 10. ledna 1915 v Holáskách, od roku 1960 městské části Brna, v rodině zedníka Josefa Rolence a Anežky rozené Ruslerové jako jedno z jejich pěti dětí. V Holáskách vychodil obecnou školu, mezi lety 1926 a 1929 pak školu měšťanskou v Tuřanech. Následně se vyučil elektromechanikem. Byl členem Sokola a Moravského aeroklubu. Vojenskou prezenční službu nastoupil v roce 1934 a po jejím ukončení v roce 1936 se přihlásil do projektu 1000 nových pilotů republice. V jeho rámci absolvoval pilotní kurz a poté zůstal v armádní službě a stal se stíhacím pilotem. Během Všeobecné mobilizace v roce 1938 byl dislokován na Slovensku, po odstoupení pohraničí v Prostějově a Brně. Demobilizován byl v březnu 1939.

### Druhá světová válka
Po německé okupaci v březnu 1939 a zrušení Československé armády odešel Jaroslav Rolenc v listopadu téhož roku společně se Slavomilem Janáčkem do zahraničí. Přes Slovensko, Maďarsko, Jugoslávii, Řecko, Turecko a Bejrút dospěl do Francie. Dne 13. ledna 1940 se vylodil v Marseille, odkud pokračoval k československému zahraničnímu vojsku do Agde. Do bitvy o Francii nezasáhl a po jejím pádu se evakuoval přes Gibraltar do Velké Británie. Dne 7. července 1940 vystoupil z lodi v Liverpoolu. Vstoupil do Royal Air Force a po výcviku v různých jednotkách byl zařazen do 311. československé bombardovací perutě. Ta měla v té době základnu v East Wrethamu. Dne 23. října 1940 vzlétl na postu druhého pilota ke cvičnému letu na stroji Vickers Wellington T2624. Stroj se z letu nad Cardiganským zálivem nevrátil a ani nevyslal žádnou zprávu. Jeho osudy se nikdy nepodařilo vysvětlit. O týden později vyplavilo moře tělo navigátora Františka Dittricha, těla Jaroslava Rolence, kapitána letadla Karla Hurta, radiotelegrafisty Otakara Janůje a střelce Jaroslava Poledníka nebyla nikdy nalezena.

## Ocenění

### Vyznamenání
- 3x Československý válečný kříž 1939
- Československá medaile Za chrabrost před nepřítelem

### Posmrtná ocenění
- V roce 1960 byla po Jaroslavu Rolencovi pojmenována ulice v brněnských Tuřanech
- Jaroslav Rolenc byl v roce 1991 in memoriam povýšen do hodnosti plukovníka
- V roce 1991 odhalila Jaroslavu Rolencovi jeho sestra Anežka Mieglová na jeho rodném domě v brněnské ulici V Pískách pamětní desku[1]